# حميد الأحمر
  حميد بن عبد الله بن حسين الأحمر  (1967-) هو رجل أعمال وسياسي يمني، وقيادي في حزب التجمع اليمني للإصلاح (الاخوان المسلمين) ، حصل على درجة البكالوريوس في الاقتصاد من جامعة صنعاء، متزوج عدة نساء عرفيا وأب لسبعة من الأبناء والبنات، والده هو عبد الله بن حسين الأحمر، غادر اليمن إلى تركيا في وقت ما قبل سيطرة الحوثيين على صنعاء.
يرأس العشرات من الشركات أهمها شركة الهاتف النقال سبأفون، وبنك سبأ الإسلامي، وعشرات الشركات الأخرى التي تم الاستيلاء عليها من قبل ميليشيا الحوثي.
وكان عضواً في مجلس النواب اليمني منذ الانتخابات البرلمانية عام 1993 وقد انتهت عضويته بحسب القانون اليمني ولذلك فإن منصبه الحالي عضو في حزب التجمع اليمني للإصلاح (الاخوان). 

## العمل السياسي
- عضو في مجلس النواب انتخب لثلاث فترات برلمانية منذ انتخابات عام 1993 وأعيد انتخابه عام 1997 و 2003 وحتى الآن عن الدورة البرلمانية 2003-2009 والكتلة البرلمانية لنواب حزب التجمع اليمني للإصلاح عن الدائرة الانتخابية رقم (294) بمحافظة عمران.[4]
- أمين عام اللجنة التحضيرية للحوار الوطني.
- عضو لجنة التنمية والنفط (اللجنة الاقتصادية سابقاً) في مجلس النواب الحالي.
- مقرر اللجنة الاقتصادية في البرلمان، من 1995 حتى 1997 أيضاً وحتى عام 2003.
- عضو الهيئة العليا للتجمع اليمني للإصلاح ورئيس المكتب التنفيذي لفرع الإصلاح في محافظة عمران.
- رئيس دائرة الأيتام في جمعية الإصلاح الخيرية ورئيس فرع الجمعية في محافظة عمران.
- القنصل الفخري العام لجمهورية فنلندا في اليمن.
- نائب رئيس منظمة السياحة العربية بمنطقة اليمن والخليج.
- يرأس عددا من الجمعيات الخيرية والإنسانية في اليمن.

## الأعمال التجارية
وصفه جيمس إل غيلفن، عالم أميركي في شؤوون الشرق الأوسط وعضو هيئة التدريس في قسم التاريخ في جامعة كاليفورنيا، لوس أنجلوس بأنه «رأسمالي محسوبي». كان لحميد الأحمر الأفضلية بسبب مركز والده عندما قامت الحكومة اليمنية بخصخصة قطاع الاتصالات، تعاون حميد مع مجموعة أوراسكوم المصرية لبناء أكبر شبكة اتصالات في البلاد وهي سبأ فون. وهو رئيس لجنة النفط والتنمية داخل مجلس النواب اليمني. والرئيس التنفيذي لمجموعة الأحمر، هو تكتل بمصالح في النفط، السياحة، الإتصالات والبنوك. ووكيل شركة أركاديا النفطية التي احتكرت شراء نصف إنتاج اليمن النفطي من عام 1994 وحتى 2009 بأقل من سعر السوق. حافظ حميد على احتكاره بخطف وتهديد المنافسين. وفقا لفيكتوريا كلارك مؤلفة كتاب «اليمن: الرقص على رؤوس الثعابين» فإن الأحمر معروف بممارساته التجارية القريبة من قطاع الطرق وإستغلاله لنفوذ والده لإثراء نفسه. في عام 2009، ترأس أحمد علي عبد الله صالح نجل الرئيس السابق وقائد الحرس الجمهوري المجلس الأعلى لتسويق النفط الخام بعيدا عن وزارة النفط، وهدف اللجنة وفقا لأعضائها هو تعزيز الشفافية في المناقصات وجذب مزايدين جدد وأكثر كفاءة وتوليد إيرادات إضافية للحكومة نابعة من أسعار أكثر تنافسية. علق حميد قائلا:
 كما أنه يتلقى راتبا من الحكومة السعودية يقوم باستلامه في مدينة جدة. وأعترف وإخوته بتلقيهم مرتبات من السعودية بررها بأنها تعبير سعودي عن «وشائج القربى».